# Impasse de la Poissonnerie
Impasse de la Poissonnerie je krátká slepá ulice v Paříži v historické čtvrti Marais. Nachází se ve 4. obvodu.

## Poloha
Ulice vede od křižovatky s Rue de Jarente u domu č. 2 naproti Rue Necker.

## Historie
Ulice vznikla v roce 1783 v rámci přestavby čtvrtě po zboření kláštera Sainte-Catherine-Val-des-Écoliers v letech 1773–1774. Svůj název získala podle prodavačů ryb (poissonnerie – rybárna), kteří zde měli své obchody.

## Zajímavé objekty
- Jarentova fontána